# Dorcadion kurdistanum
Dorcadion kurdistanum là một loài bọ cánh cứng trong họ Cerambycidae.